# عذراء بيلار

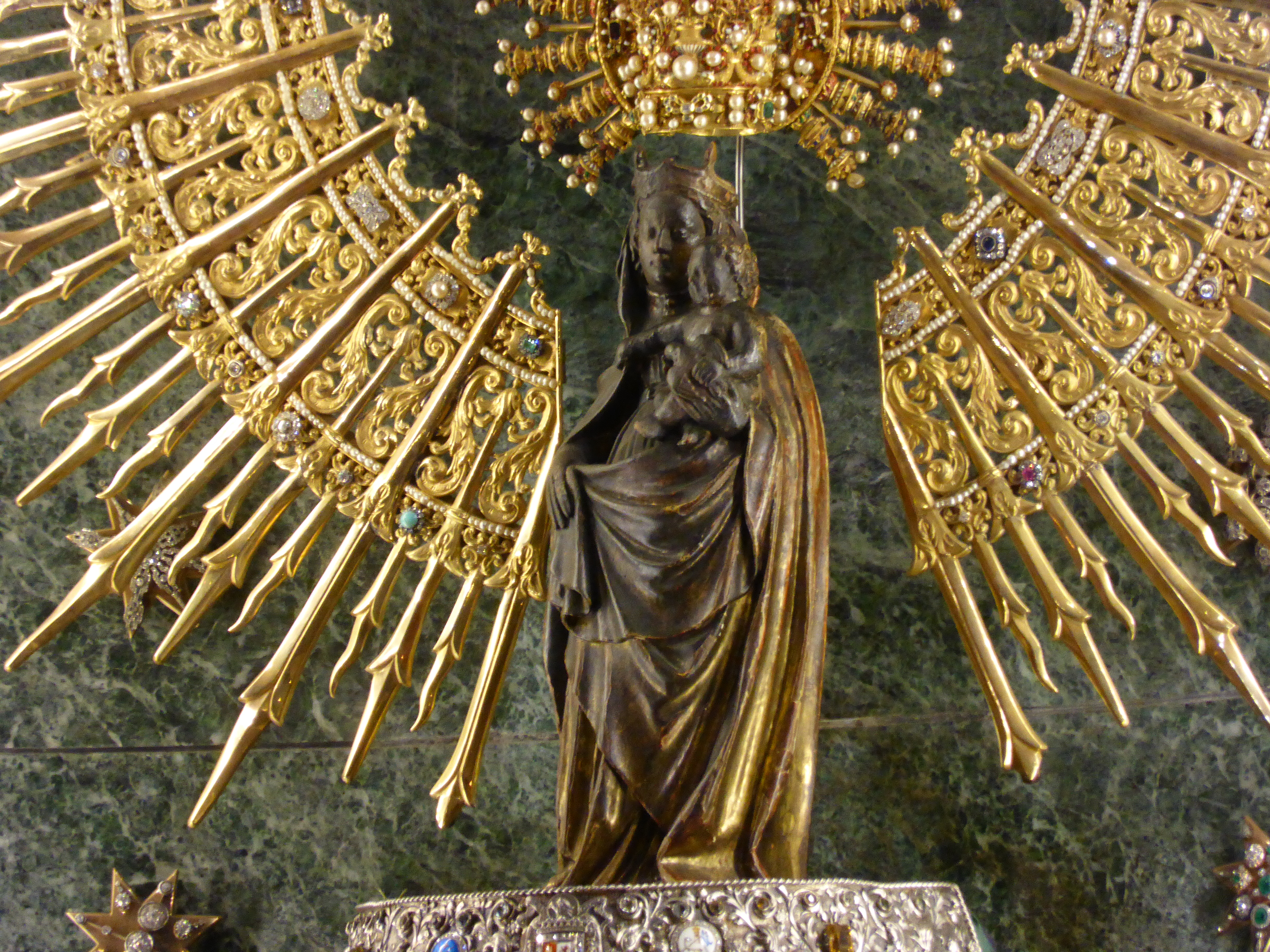
صورة سيدة بيلار وهي ترتدي تاجها الكنسي

عذراء بيلار (بالإسبانية: Nuestra Señora del Pilar) هو الاسم الذي أُطلق على القديسة مريم العذراء وفقا لإحدى المعتقدات الدينية التقليدية التي تقول بأن القديسة مريم (أثناء إقامتها في القدس) ظهرت بشكل خارق للرسول يعقوب الأكبر في عام 40 بعد الميلاد بينما كان يقوم بالوعظ والتبشير فيما يعرف الآن بإسبانيا . الأشخاص الذين يؤمنون بهذا الاعتقاد يعتبرون هذا الظهور هو المثال الوحيد المسجل للقديسة مريم حيث تظهر فيه في مكانين مختلفين في نفس الوقت. عند طائفة الكاثوليك ، يعتبر أيضًا أول ظهور مريمي ، حيث يعتبر حدثا فريدًا لأنه حدث بينما كانت القديسة مريم لا تزال تعيش على الأرض.